# 六合境清水寺

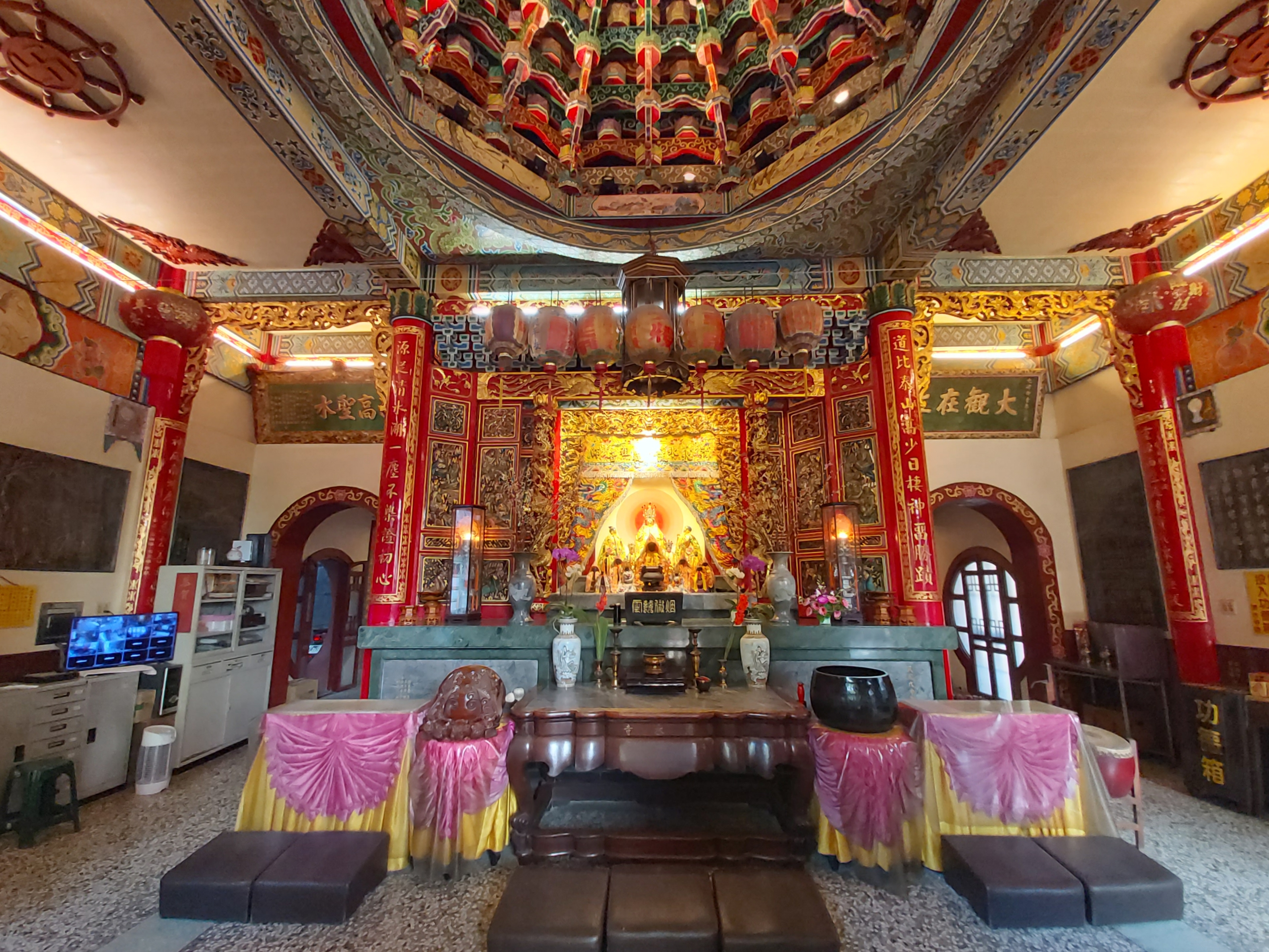
六合境清水寺正殿

六合境清水寺位於臺灣臺南市中西區開山路三巷10號，是一座供奉觀世音菩薩及清水祖師的佛寺。六合境清水寺創建於清康熙23~61年之間（1684~1722），主祀觀世音菩薩和清水祖師。

## 沿革

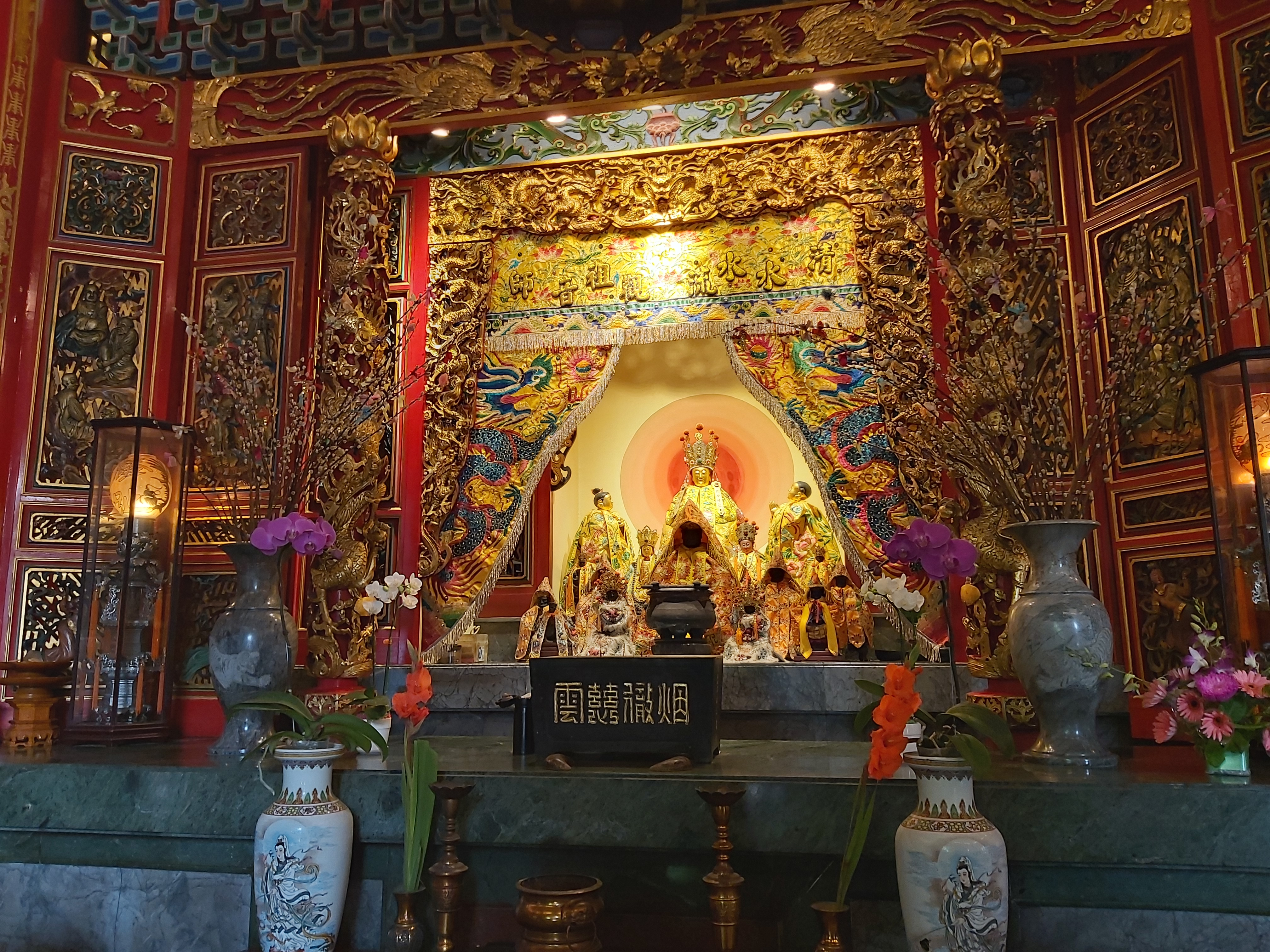
正殿水流觀音和清水祖師佛龕

六合境清水寺原奉祀清水祖師，寺前圍溝仔底，某次大雨後，漂流一塊柴木，里人拾取雕刻觀世音金身供俸，稱『水流觀音』，並改主祀觀音佛祖，同祀清水祖師。2011年六合境清水寺再修完工。

## 特色
清水寺，為台南七寺之一，建寺至今以三百餘年，信徒甚眾，香火鼎盛。

### 文化財

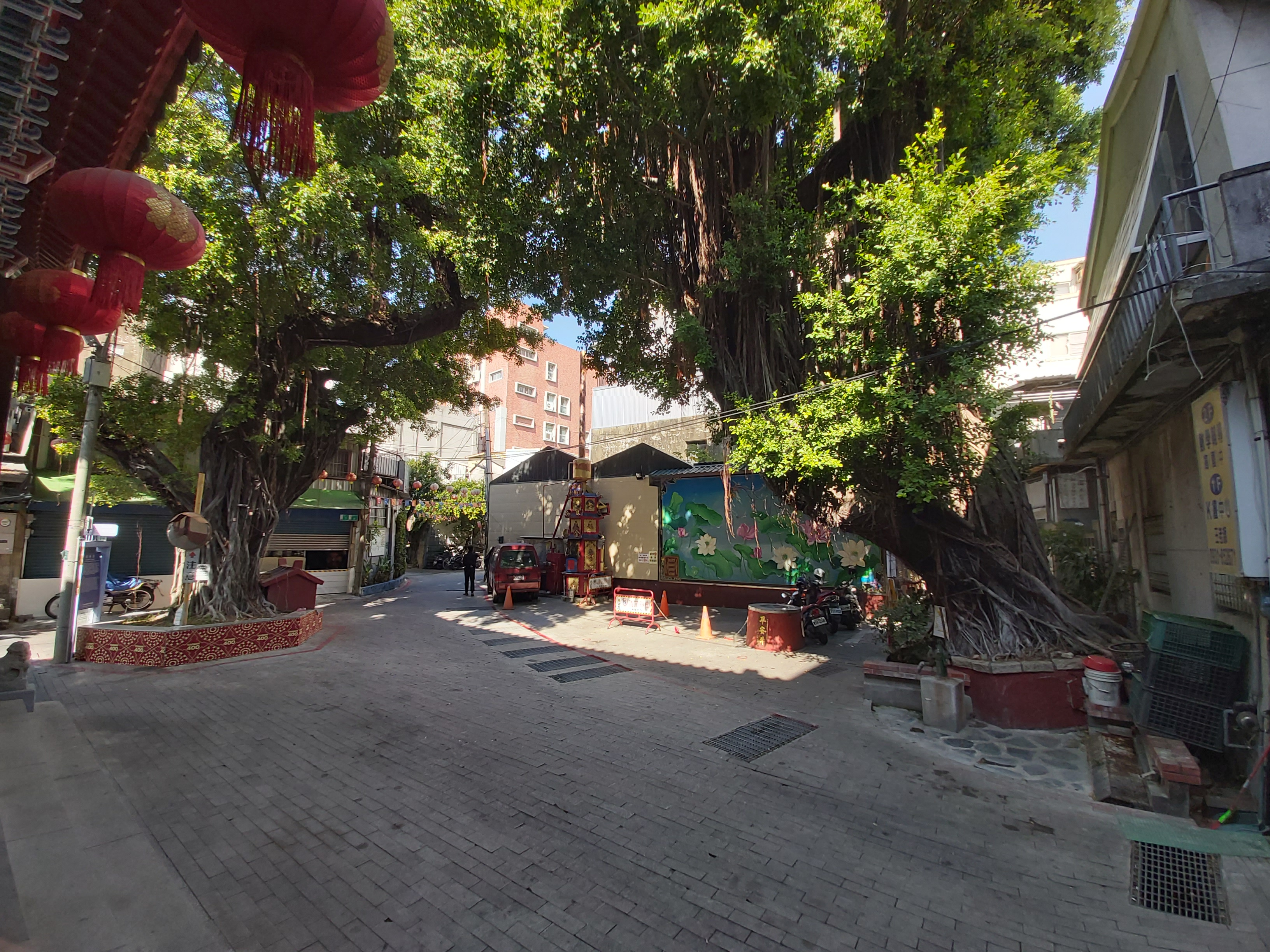
廟埕榕樹與平安井

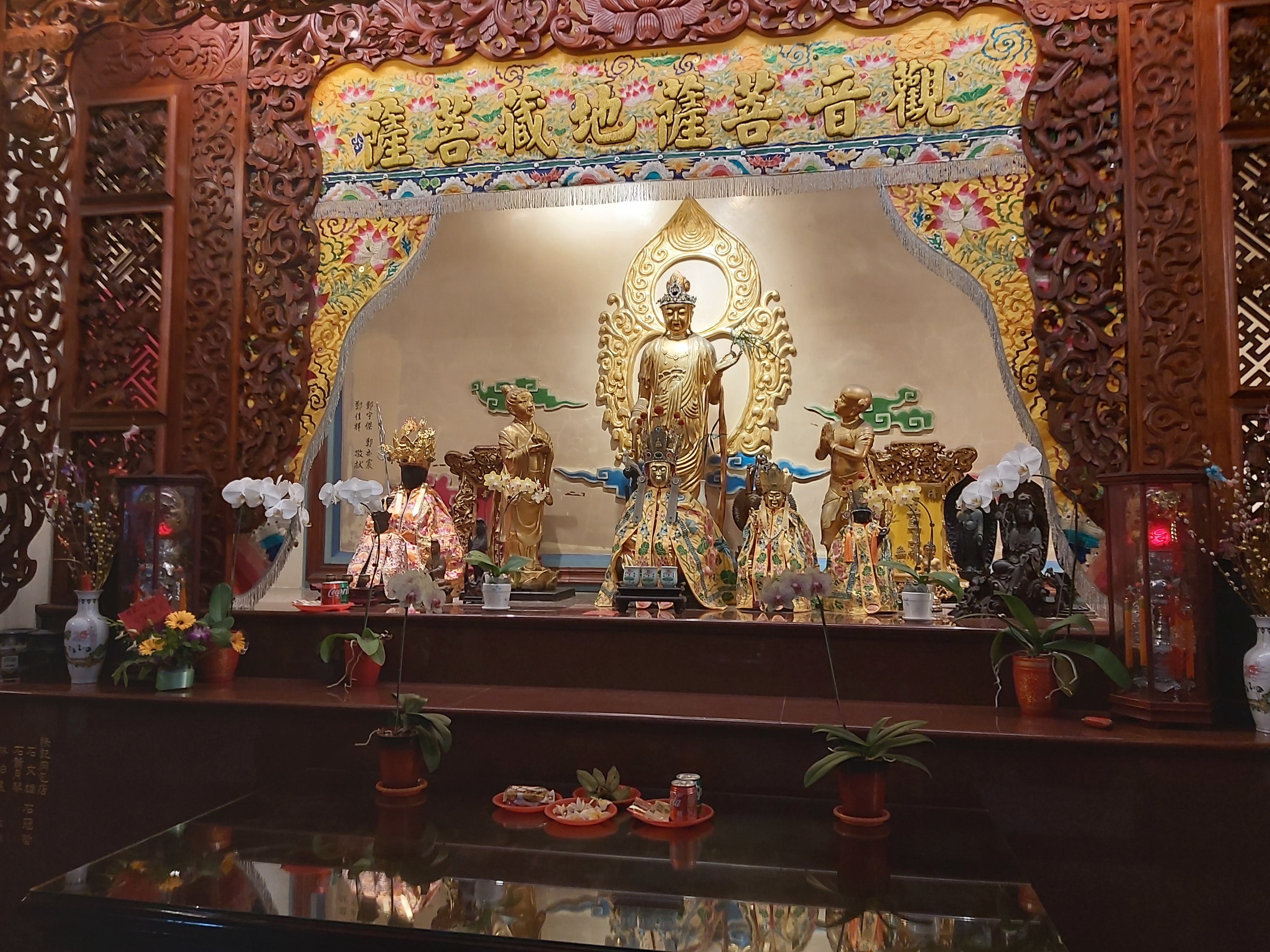
後殿的觀音與地藏菩薩佛龕

廟內留存光緒2年(1876年)『流水前身』及光緒11年(1885年)『大觀在上』二方古匾，寺前左右兩側有兩棵百年榕樹，目前由台南市政府列為珍貴自然資源，廟前有一座百年幫浦，目前仍可使用。

#### 水流觀音
相傳同光年間，寺前溝渠倒灌，漂物飛流，罔不瞬逝，唯獨一塊木頭遲遲沒有飄走，里人嘖嘖稱奇，
此木粗具佛型，故請工匠雕刻，請至寺中供奉。因其神奇事蹟，故名流水觀音。

#### 古井
廟前平安井已有一百七十餘年。據傳，一年府城鬧瘟疫，信眾湧入寺中祈求清水祖師相救，祖師爺指示「汲井水可解」，不少人因此獲救。當地耆老表示，兒時喝過此井水，印象中水質甘甜無異味。自來水普及後，古井逐漸荒廢，為了方便通行，廟方將古井填平。封閉了近二十年為人淡忘之際，突然來了一位老僧，指祖師爺託夢重修古井，廟方請示無誤後再度開挖，工人向下挖了兩尺泉水即湧出。二十幾年來，井水依然清澈。廟方為了安全考量，在井上加上安全蓋，無特殊情況不提供使用。

## 交陪境
- 南勢街西羅殿
- 開杉紫竹寺
- 中和境開基三官廟
- 大銃街元和宮
- 六合境開山王廟
- 六合境大埔福德祠
- 六合境仁厚境福德祠
- 六合境油行尾福德爺廟
- 六合境馬公廟
- 六合境柱仔行全台開基永華宮

## 分靈廟
- 高雄田寮新路仔清水廟

## 外部連結
- 府城六合境清水寺- Facebook